# Gazan
Mahmud Gazan (5. studenog 1271. – 11. svibnja 1304.; mongolski: Газан хаан, perzijski غازان خان, sedmi vladar (ilkan) mongolske ilkanidske dinastije u Perziji. Sin je Argun-kana i unuk Abake-kana, nastavljajući liniju vladara koji vuku izravnu vezu od Džingis-kana. Smatra se najistaknutijim ilkanom. Prekinuo je prevlast budizma, dominantne religije njegovih prethodnika, i u godini kad je stupio na prijestolje prihvatio je sunitski islam. Uveo je šerijatski zakon, a i vojsku je uredio po islamskom principu. U početku je pokazivao i vjersku nesnošljivost, ali je kasnije popustio. Jedna od žena mu je bila mongolska princeza Kokečin, koju mu je poslao njegov stric Kublaj-kan. 
U vrijeme svoje vladavine, neuspješno je ratovao s Mamelucima za kontrolu nad Sirijom, te s Čagatajskim Kanatom. Nastavio je diplomatske kontakte s Europom, a njegovi pokušaji da oformi mongolsko-francuski savez bili su neuspješni. Zato je uspio osnažiti gospodarstvo i razviti trgovinu. Gazan je govorio više jezika, imao je mnogo hobija i reformirao je mnoge elemente Ilhanata, posebno u pitanju standardizacije valute i fiskalne politike. Dao je izgraditi brojne džamije i ostale građevine. 
Umro je 11. svibnja 1304. godine u Kazvinu, nakon duge bolesti. Budući da nije imao preživjelih sinova, naslijedio ga je brat Aldgeit.